# Конте, Лансана
Лансана́ Конте́ (фр. Lansana Conté; 30 ноября 1934, д. Муссайя, Дубрека, Гвинея — 22 декабря 2008, Конакри, Гвинея) — гвинейский политик, государственный и военный деятель, генерал. Президент Гвинейской Республики с 5 апреля 1984 года до своей смерти 22 декабря 2008 года.

## Биография

### Юность и служба в армии Франции
Родился в 1934 году в деревне Муссайя (фр. Moussaya) провинции Дубрека (Французская Гвинея) в семье народности сусу. Мусульманин по вероисповеданию. После изучения Корана посещал начальную школу в Дубреке. В 14 лет был допущен по вступительному конкурсу к военно-техническому обучению. Успешно закончил военные школы в Бержервилле (Берег Слоновой Кости) и в Сен-Луи (Сенегал). Свой первый военный диплом получил в 1957 году. 1 июня 1955 года был зачислен в 1-й полк сенегальских стрелков французской армии и подписал контракт на добровольную службу в течение 5 лет в Алжире, где в то время шла война алжирцев против французов. 16 марта 1956 года получил звание капрала. После провозглашения в октябре 1958 года независимости Гвинеи подал просьбу об увольнении из французской армии и возвращении на родину. 21 декабря того же года просьба была удовлетворена.

### Военная карьера
31 декабря 1958 года, уволенный из французской армии, вернулся в Гвинею. Был направлен на создание национальной армии. 1 марта 1959 года в чине сержанта был направлен на службу в военный лагерь Альфа Яйя Диалло, а 17 июня того же года — в специальный батальон в Канкане. 1 марта 1961 года получил звание старшего сержанта. В 1962 году окончил офицерскую школу в военном лагере Альфа Яйя в Конакри, получил аттестат командира артиллерийского взвода и звание аспиранта. 15 января 1962 года был направлен на службу во 2-й батальон Артиллерийского учебного центра в Киндиа. 1 июля 1963 года получил звание младшего лейтенанта. 1 июля 1965 года получил звание лейтенанта. Служил в составе 2-й тактической подгруппы в Кундаре. 1 мая 1968 года был назначен командиром роты в Гаоле. 12 октября 1968 года был переведен заместителем командира 4-го батальона в гарнизон г. Н’Зерекор. 26 декабря 1969 года был переведен во 2-й батальон в Киндиа. 25 мая 1970 года прикомандирован к Генеральному штабу армии в Конакри. Учился в СССР (ускоренный годичный курс в 1970 году).
22 ноября 1970 года во время организованной Португалией вооружённой попытки свержения режима Секу Туре, лейтенант Лансана Конте отличился во время оборонительных операций в Конакри и на острове Тамар. 27 февраля 1971 года за исключительные заслуги перед нацией президентским декретом № 91 ему было присвоено звание капитана. 8 июня 1971 года он был назначен командиром оперативной зоны Боке, откуда совершали рейды на территорию Португальской Гвинеи (Гвинеи-Бисау) партизаны Африканской партии независимости Гвинеи и Островов Зелёного мыса (ПАИГК). В 1974 году, после окончания войны в Гвинее-Бисау, назначен заместителем начальника Генштаба.
10 мая 1975 года был назначен начальником штаба сухопутных сил. 19 мая того же года специальным президентским декретом № 209 ему было присвоено звание майора. 28 сентября 1977 года — звание подполковника, 1 марта 1982 года — звание полковника.
С 1980 года был членом Центрального комитета Демократической партии Гвинеи, депутатом Национальной революционной ассамблеи Гвинейской народной революционной республики, членом следственной комиссии лагеря Биоро.

### Приход к власти и основание «Второй Республики» (1984—1993)
В результате военного переворота 3 апреля 1984 года пришёл к власти, свергнув исполняющего обязанности Президента Луи Лансана Беавоги. Возглавил взявший власть в Гвинее Военный комитет национального возрождения (фр. Comite Militaire de Redressemblement National, C.M.R.N.)
С 5 апреля 1984 года — Президент Гвинейской Республики, Глава государства и Главнокомандующий вооружёнными силами (фр. President de la Republique de Guinee, Chef de l,Etat, Commandant en chef des Forces Armees), Министр национальной обороны (до 22 декабря 1985 года). Созданный им режим получил в Гвинее название «Второй Республики» (фр. Deuxieme Republique). 3 апреля — День провозглашения Второй республики — был провозглашен вторым национальным праздником после 2 октября (День независимости, 1958).
Премьер-министром был назначен второй организатор переворота — полковник Диарра Траоре, смещённый с этого поста в декабре 1984 года.
Пост премьер-министра Гвинейской республики был упразднён и с 18 декабря 1984 по 9 июля 1996 года Лансана Конте как Президент возглавлял правительство Гвинеи.
4 июля 1985 года, когда Конте находился в Ломе (Того) на саммите Организации африканского единства, соратники по Военному комитету национального возрождения во главе с Диаррой Траоре предприняли попытку его свержения. Но армия и население не поддержали мятеж и 5 июля Лансана Конте триумфально вернулся в страну. В тот же день ему было присвоено звание бригадного генерала.
22 декабря 1985 года он выступил с программой нового политического курса. Согласно новой Конституции 1991 года правительство Гвинеи возглавлялось главой государства и состояло из 16 министров и государственного секретаря. В январе 1991 года президентским декретом был создан Переходный совет национального возрождения — высший законодательный орган, действовавший в переходный период к конституционному правлению. В апреле 1992 года была официально разрешена деятельность политических партий. Ведущими из них стали Объединение гвинейского народа, Партия обновления и прогресса и Союз гвинейского народа.
16 февраля 1992 года на дороге Конакри—Гбиангма группа студентов из засады забросала бутылками с горючей смесью президентскую машину. Конте чудом остался жив.
В 1992 году он основал Партию единства и прогресса (фр. Parti de l’Unite et du progres, PUP). На многопартийных президентских выборах 19 декабря 1993 года Конте получил 51,7 % голосов и был переизбран президентом на следующие 5 лет.
Правительство Второй республики стремилось расширить добычу полезных ископаемых и сделать её более эффективной. Добыча бокситов в районах Фрия и Боке велась смешанными предприятиями с участием компаний США, Франции и Канады. В 1992 году президентским декретом построенный с помощью СССР бокситодобывающий комплекс в Киндиа был из национального государственного предприятия преобразован в акционерное общество. В конце 1980-х годов началась промышленная добыча золота и вскоре она уже давала 20 % всего стоимостного объема экспорта, расширялась добыча алмазов. Начались попытки реализовать проект разработки крупного месторождения железной руды на горе Нимба. С помощью иностранного капитала (в том числе и российского) шло строительство дорог.
Однако Гвинея продолжала оставаться сельскохозяйственной страной — 70 % населения работало на земле и, несмотря на поощрение правительством частных хозяйств, не могло обеспечить страну продуктами питания. Вывозя на продажу за рубеж полезные ископаемые и экзотические африканские фрукты, Гвинея покупала продовольствие, предметы широкого потребления и нефтепродукты, а также машины и оборудование. К 1993 году дефицит государственного бюджета сохранялся на уровне 200 миллионов долларов, а внешний долг достигал 1,6 миллиардов долларов.
3 апреля 1994 года, в годовщину основания «Второй республики», Конте было присвоено звание корпусного генерала.

### Либерализация (1993—2001)
После принятия новой конституции и проведения многопартийных выборов в Гвинейской республике впервые в её истории появились признаки многопартийной демократии. Тем не менее 2 февраля 1996 года Конте едва не погиб во время взрыва в президентском дворце при очередном покушении.

#### Президентские выборы 14 декабря 1998 года
14 февраля 1998 года на вторых многопартийных президентских выборах Конте набрал 56,1 % голосов и был переизбран на второй срок.
| \| \| \| | 56,1 % |
|          |        |

|  |  |

| \| \| \| | 24,6 % |
|          |        |

|  |  |

| \| \| \| | 16,6 % |
|          |        |

|  |  |

| \| \| \| | 01, 5 % |
|          |         |

|  |  |

| \| \| \| | 00.9 % |
|          |        |

|  |  |

.
В 2000 году он лично руководил военными операциями против вторгшихся на территорию Гвинеи сил вооружённой оппозиции из охваченных гражданской войной Либерии и Сьерра-Леоне.

#### Визит в Россию
26—28 июля 2001 года Лансана Конте посетил Россию. Он провел переговоры с президентом В. В. Путиным и подписал с ним Декларацию о принципах дружественных отношений и партнёрства между Российской Федерацией и Гвинейской Республикой. Россия и Гвинея намеревались развивать военно-техническое и торгово-экономическое сотрудничество, взаимоотношения в области науки, культуры, здравоохранения и образования. Во время визита официальные лица были вынуждены опровергать информацию, что Конте перенёс сердечный приступ и был госпитализирован в Центральную клиническую больницу.
Во время визита в Россию Лансана Конте заявил: — «Я знаю русских людей, несмотря на то, что это мой первый визит в Россию. Именно благодаря вашей стране я сумел занять высокое положение в гвинейской армии и затем уже стать президентом».

### Период 2001—2007 годов
В ноябре 2001 года Конте провёл конституционный референдум, по результатам которого была изменена конституция 1993 года. Теперь президент избирался уже на 7 лет и мог переизбираться неограниченное количество раз. Это только обострило отношения с оппозицией.
1 апреля 2002 года Лансане Конте было присвоено звание генерала армии.
| \| \| \| | 61,6 % |
|          |        |

|  |  |

| \| \| \| | 26,6 % |
|          |        |

|  |  |

| \| \| \| | 04,1 % |
|          |        |

|  |  |

| \| \| \| | 03,4 5 % |
|          |          |

|  |  |

| \| \| \| | 02.1 % |
|          |        |

|  |  |

| \| \| \| | 00.6 % |
|          |        |

|  |  |

Правящая Партия единства и прогресса получила все 38 мандатов по одномандатным округам и, в общей сложности, 85 мест в парламенте. После этого оппозиция бойкотировала президентские выборы 21 декабря 2003 года.
21 декабря 2003 года прошли президентские выборы, принёсшие следующие результаты:
| \| \| \| | 95,6 % |
|          |        |

|  |  |

| \| \| \| | 04,4 % |
|          |        |

|  |  |

Президент, страдавший от язвы желудка и диабета, всего лишь раз появился на публике во время своей предвыборной кампании и не участвовал в церемонии её закрытия в Конакри. О его победе заявил по государственному радио и телевидению министр территориальной администрации Мусса Солано. Он заявил, что явка избирателей составила 82 % (были зарегистрированы около 5 миллионов из 9 миллионов жителей страны). Правительство контролировало все средства массовой информации, Европейский союз отказался послать на выборы своих наблюдателей, Мамаду Бой Барри заявил, что будет оспаривать результаты выборов. Тем не менее, Конте продлил свои полномочия до 2010 года.

#### Забастовщики, заговорщики и армия
Однако усиление личной власти Конте не решило всех проблем страны. Гвинея оставалась одной из беднейших стран мира, популярность Конте среди населения таяла, а с 2003 года регулярно распространялись ложные слухи о его смерти. В 2004 году Конакри охватили массовые волнения и протесты против подорожания риса.
19 января 2005 года группа недовольных ситуацией военных обстреляла президентский кортеж, когда тот выезжал из ворот резиденции и направлялся в центр Конакри. В перестрелке президентской охраны с заговорщиками Конте не пострадал. По обвинению в причастности к покушению были арестованы более 100 человек. Тем не менее, именно в этот год Конте всё же пошёл на некоторые политические реформы — была гарантирована свобода оппозиционных ассоциаций, проведена ревизия списков избирателей и создана независимая избирательная комиссия. Но в декабре на муниципальных выборах победу вновь одержала правящая партия.
В январе 2007 года профсоюзы и оппозиция провели 18-дневную всеобщую забастовку (10—28 января) которая вынудила президента подписать соглашение о разделе полномочий с оппозиционными партиями. Однако 9 февраля Конте без согласования с кем-либо назначил премьер-министром Эжена Камару, который был его доверенным лицом. Оппозиция вновь призвала население выступить против режима и потребовала отставки Конте. К 12 февраля 2007 года волнения охватили всю страну. Выступления населения, организованные оппозицией взрывы и ответные репрессии властей приводили к десяткам жертв. Была остановлена добыча и отгрузка бокситов. Конте ввёл в стране военное положение и приказал вооружённым силам Гвинеи «предотвратить гражданскую войну».
14 февраля армия вошла в основные города Гвинеи — Конакри, Нзерекоре, Канкан и Маму и взяла под контроль все стратегические магистрали. Подходы к государственным зданиям, банкам и магазинам охраняли войска. Силы безопасности проводили ночные облавы и аресты оппозиционеров. Был введен 18-часовой комендантский час: автомобильное движение и перемещения людей разрешались только с 16.00 до 20.00 часов. 26 февраля Конте назначил премьер-министром предложенного оппозицией кандидата — Лансану Куяте. При этом президент демонстративно отказался прийти на церемонию присяги нового главы правительства. Вся реальная власть оставалась в его руках.
В 2007 году Лансана Конте заявил французской прессе — «Я — босс: все остальные — мои подчинённые»..

### Последний год. Кончина Лансаны Конте
Вечером 20 мая 2008 года, после беспорядков в городе Канкан, Конте отправил в отставку Лансану Куяте и назначил на его место своё доверенное лицо — доктора Ахмеда Тидиану Суаре. Если в 2006—2007 годах оппозиция пять раз выводила недовольных на улицы гвинейских городов, то после отставки Лансаны Куяте наступило затишье. Тем временем здоровье Конте продолжало ухудшаться. С 2006 года он регулярно проходил курсы лечения в Марокко и Швейцарии, и каждый раз в стране ожидали, что обратно он уже не вернется. Конте страдал хроническим диабетом, в последние годы осложненным лейкемией.
16 июля Лансана Конте лично проводил в международном аэропорту «Гбессиа» в Конакри президента Гамбии Яйя Джамме, завершившего визит в Гвинею. После этого Конте больше не участвовал в официальных мероприятиях. 12 ноября уже премьер-министр обратился к стране с призывом к спокойствию и сообщил о получении от Всемирного банка 10 млн долларов. В начале декабря Конте впервые не появился на транслировавшемся телевидением мусульманском празднике — его вновь заменил премьер-министр Тидиан Суаре.. 19 декабря он же возглавил торжественную церемонию открытия городка имени Лансаны Конте в Камаре.. В середине декабря власти арестовали редактора местной газеты, который опубликовал фотографию больного Конте. Руководителям средств массовой информации было приказано использовать только изображения, на которых президент выглядит хорошо.
22 декабря состояние Конте стало критическим. На экстренное совещание в Конакри собрались премьер-министр, председатель парламента, глава Верховного суда и командование армией. В то же время от имени Конте было направлено поздравление императору Японии Акихито по случаю дня его рождения 23 декабря.
Лансана Конте скончался 22 декабря 2008 года в 19.45 в лагере Самори в Конакри. Поскольку точная дата рождения Конте никогда властями Гвинеи не разглашалась, считается, что ему было около 74 лет.

В ночь на 23 декабря председатель Национального собрания Абубакар Сомпаре выступил по национальному телевидению и заявил о смерти президента, не уточняя её причину. 
Сомпаре сказал — « На меня возложена тяжелая обязанность сообщить народу Гвинеи о смерти генерала Лансана Конте после долгой болезни». Он отметил, что Конте много лет «скрывал свои физические страдания, чтобы дать счастье Гвинее»..
Похороны Лансаны Конте прошли 26 декабря 2008 года. После военной церемонии и прощания во Дворце народа в Конакри тело Конте было похоронено в его родной деревне Муссайя.

### Частная жизнь
Лансана Конте любил сельское хозяйство и спорт. Как мусульманин имел несколько жён: Марию Генриетту Конте (Marié à Henriette Conté, христианка), Кадидиату Сет Камару (Kadidiatou Seth Camara, мусульманка), Асмау Бальде (Asmaou Baldé, мусульманка) и др. Официально имел девять детей.